# Ascarat
Ascarat (en euskera Azkarate) es una localidad y comuna francesa, situada en el departamento de Pirineos Atlánticos, en la región de Aquitania. Pertenece al territorio histórico vascofrancés de Baja Navarra.
Administrativamente también depende del Distrito de Bayona y del Cantón de Montaña Vasca.

## Demografía
| Gráfica de evolución demográfica de Ascarat entre 1800 y 2012 |
|                                                               |

Fuentes: Ldh/EHESS/Cassini e INSEE.